# Аджієв Алібек Муцалханович
Алібек Муцалханович Адж́ієв (нар. 20 лютого 1936, Хасав'юрт — пом. 11 лютого 2017) — радянський і російський вчений в галузі екології і агротехніки винограду. Доктор сільськогосподарських наук з 1979 року, професор з 1982 року.

## Біографія
Народився 20 лютого 1936 року в селі Хамав'юрті Хасав'юртівського району Дагестанської АРСР. Член КПРС з 1959 року. У 1960 році закінчив агрономічний факультет Дагестанського сільськогосподарського інституту і став працювати головним агрономом, а потім і головою колгоспу «Червоний партизан». У 1965 році захистив кандидатську дисертацію в Московській сільськогосподарській академії імені К. А. Тімірязева. У 1965—1967 роках — директор радгоспу «Батьківщина» Хасав'юртівського району.
У 1967 році обраний 2-м секретарем, а в 1968 році — 1-м секретарем Хасав'юртівського РК КПРС. У 1968—1974 роках був членом Дагобкому КПРС.
З кінця 1973 по 1996 рік завідувач кафедрою виноградарства, технології зберігання і переробки сільськогосподарських продуктів Дагестанського сільськогосподарського інституту. У 1979 році захистив докторську дисертацію в Кишиневі.
Обирався депутатом Верховної Ради Дагестанської АРСР 8-го скликання (1970—1974 роки). У 1986 році включений в Енциклопедію виноградарства. У 1992 році обраний президентом Республіканської громадсько-економічної асоціації «Відродження». Балотувався в члени Ради Федерації в 1993 році і в депутати Державної Думи РФ в 1995 році.
З 1996 року Генеральний директор Дагестанського науково-дослідного, проєктно-технологічного інституту виноградарства, садівництва і меліорації «Агроекопроєкт».
У грудні 1998 року обраний дійсним членом (академіком) Міжнародної академії виноградарства і виноробства. Того ж року обраний членом Ради Старійшин при Держраді Дагестану. У 2000 році очолив Союз виноградарів і садівників Дагестану та став головою товариства дружби і співпраці «Дагестан-Чечня». Був головою Ради старійшин Кумицької Національної Ради.
Помер 11 лютого 2017 року.

## Наукова діяльність
Розробив наукові основи ряду проблем виноградарства стосовно специфічних умов Дагестану. Ним проведено науково обґрунтоване агрокліматічне районування, спеціалізація і мікрорайонування виноградарства і виноробства; екологічний прогноз районування та розміщення філоксеростійких підщеп; виявлені закономірності росту і розвитку виноградної рослини при вертикальній зональності, можливості розширення північного кордону неукривного виноградарства; вивчені і розроблені методи поліпшення мікро- і фітоклімату виноградних насаджень і інше. Автор понад 400 наукових праць, 15 монографій і 5 авторських свідоцтв на винахід. Серед праць:
- Научные основы культуры винограда в Дагестане. — Махачкала, 1978.

## Відзнаки
- Заслужений діяч науки Дагестанської АРСР (з 1982 року);
- Заслужений діяч науки РФ (з 1998 року[1]);
- Нагороджений орденами Жовтневої Революції (1973), Трудового Червоного Прапора (1971), «Знак Пошани» (1966, за успіхи в розвитку садівництва).
- Срібна медаль ВДНГ СРСР[3].

## Вшанування пам'яті
Ім'я вченого в 2017 році присвоєно загальноосвітній школі в його рідному селі Хамав'юрті, а також названа одна із вулиць села.